# Kalk (film)
 For alternative betydninger, se Kalk (flertydig). (Se også artikler, som begynder med Kalk)
Kalk er en film instrueret af Rumle Hammerich efter eget manuskript.

## Handling
En smuk og dynamisk tour de force igennem omtrent alle danske industri- og landbrugs-miljøer, hvori kalk indgår som vigtig ingrediens. Vi følger kalken i alle dens afskygninger – til cement, til jordforbedring, til plast, tandpasta, piller, glasfremstilling, kalkmalerier i kirker osv.